# Associazione Sportiva Cittadella 2006-2007

## Stagione
Nella stagione 2006-2007 il Cittadella disputa il girone A del campionato di Serie C1, con 54 punti ottiene il sesto posto. Allenato anche per questa stagione da Claudio Foscarini, disputa un discreto campionato, nel quale è costantemente presente nelle prime posizioni, ha raccolto 26 punti nel girone di andata, e 28 in quello discendente, con un solo punto in più avrebbe avuto il quarto posto, ed avrebbe potuto giocarsi le carte promozione nei Play-off, invece con gli stessi punti, 54 di Monza e Venezia, ha dovuto rinunciarvi. Sono salite il Grosseto che ha vinto il Torneo, ed il Pisa che ha vinto i Play-off. La squadra granata è stata la classica squadra da trasferta, dove ha perso solo 2 partite su 17 giocate, peccato per i molti punti buttati via al Tombolato, dove ha raccolto gli stessi punti 27, di quanti strappati in trasferta. Nella Coppa Italia il Cittadella perde nel primo turno (2-1) a Bologna dopo i tempi supplementari, mentre nella Coppa Italia di Serie C entra in scena nel secondo turno, avendo disputato anche la Coppa Italia nazionale, ma viene eliminata nel doppio confronto con il Bassano.

## Rosa
| N. |                      | Ruolo | Calciatore             |
| -- | -------------------- | ----- | ---------------------- |
|    | Italia (bandiera)    | P     | Andrea Pierobon        |
|    | Italia (bandiera)    | P     | Simone Villanova       |
|    | Italia (bandiera)    | D     | Simone Borriero        |
|    | Italia (bandiera)    | D     | Nicolò Cherubin        |
|    | Italia (bandiera)    | D     | Fabio Cozza            |
|    | Italia (bandiera)    | D     | Mattia De Checchi      |
|    | Italia (bandiera)    | D     | Massimiliano Giacobbo  |
|    | Argentina (bandiera) | D     | Gerardo Ruben Grighini |
|    | Italia (bandiera)    | D     | Andrea Manucci         |
|    | Italia (bandiera)    | D     | Matteo Rubin           |
|    | Italia (bandiera)    | C     | Alessandro Campo       |
|    | Italia (bandiera)    | C     | Davide Carteri         |

| N. |                      | Ruolo | Calciatore          |
| -- | -------------------- | ----- | ------------------- |
|    | Italia (bandiera)    | C     | Manuel Iori         |
|    | Italia (bandiera)    | C     | Alberto Marchesan   |
|    | Italia (bandiera)    | C     | Roberto Musso       |
|    | Italia (bandiera)    | C     | Gaetano Porcino     |
|    | Argentina (bandiera) | C     | Leonardo Raúl Villa |
|    | Italia (bandiera)    | C     | Gennaro Volpe       |
|    | Italia (bandiera)    | A     | Joachim De Gasperi  |
|    | Italia (bandiera)    | A     | Luigi Dipasquale    |
|    | Francia (bandiera)   | A     | Mohamed Fofana      |
|    | Italia (bandiera)    | A     | Riccardo Meggiorini |
|    | Italia (bandiera)    | A     | Mattia Menichini    |
|    | Italia (bandiera)    | A     | Luca Riberto        |

## Risultati

### Campionato

#### Girone di andata
| Arbitro: | Ferrandini (Sondrio) |

|            |           |                          |
| M. Sala 5’ | Marcatori | 20’ Marchesan 71’ Fofana |

| Arbitro: | Meli (Parma) |

|  |           |                        |
|  | Marcatori | 20’ Masini 78’ Geraldi |

| Arbitro: | Tommasi (Bassano del Grappa) |

|  |           |          |
|  | Marcatori | 3’ Campo |

| Arbitro: | G. Stefanini (Livorno) |

|             |           |               |
| Riberto 67’ | Marcatori | 36’ Germinale |

| Arbitro: | Paparazzo (Catanzaro) |

|           |           |                |
| Erpen 17’ | Marcatori | 87’ De Gasperi |

| Arbitro: | Marrocco (Pisa) |

|                |           |                                  |
| Campo 57’, 79’ | Marcatori | 34’ D. Bresciani 42’ Ciuffetelli |

| Arbitro: | Candussio (Cervignano del Friuli) |

|  |           |               |
|  | Marcatori | 90+1’ Ghezzal |

| Arbitro: | Barbirati (Ferrara) |

|                                |           |                                   |
| Zizzari 27’ Cipolla 69’ (rig.) | Marcatori | 10’ (rig.) Giacobbo 57’ Marchesan |

| Cittadella 29 ottobre 2006 9ª giornata | Cittadella          | 0 – 0 | Venezia | Stadio Piercesare Tombolato\| Arbitro: \| Branciforte (Nuoro) \| |
| Arbitro:                               | Branciforte (Nuoro) |       |         |                                                                  |

| Arbitro: | Pizzi (Saronno) |

|              |           |               |
| Chiarini 15’ | Marcatori | 4’ De Gasperi |

| Arbitro: | Ferraioli (Nocera Inferiore) |

|                                    |           |  |
| Giacobbo 53’ (rig.) De Gasperi 78’ | Marcatori |  |

| Arbitro: | Didato (Agrigento) |

|                                     |           |                |
| R. Massaro 43’ Manucci 90+3’ (aut.) | Marcatori | 16’ Meggiorini |

| Arbitro: | Pinzani (Empoli) |

|                |           |            |
| De Gasperi 75’ | Marcatori | 1’ Fabiano |

| Arbitro: | Baratta (Salerno) |

|  |           |                             |
|  | Marcatori | 19’ De Gasperi 44’ Giacobbo |

| Arbitro: | Calvarese (Teramo) |

|                                  |           |  |
| Volpe 46’ Fofana 74’ Manucci 84’ | Marcatori |  |

| Arbitro: | Tramontina (Udine) |

|                  |           |                                  |
| Porro 44’, 45+3’ | Marcatori | 38’ Fofana 49’ (aut.) F. Di Bari |

| Arbitro: | Scoditti (Bologna) |

|                 |           |               |
| Fofana 29’, 53’ | Marcatori | 8’ Silva Reis |

#### Girone di ritorno
| Arbitro: | Ballo (Trapani) |

|                   |           |  |
| Fofana 77’ (rig.) | Marcatori |  |

| Arbitro: | Paparazzo (Catanzaro) |

|                       |           |             |
| Cherubin 90+4’ (aut.) | Marcatori | 2’ Cherubin |

| Arbitro: | Calvarese (Teramo) |

|  |           |              |
|  | Marcatori | 50’ O. Russo |

| Pizzighettone 4 febbraio 2007 21ª giornata | Pizzighettone          | 0 – 0 | Cittadella | Stadio Comunale\| Arbitro: \| Gallione (Alessandria) \| |
| Arbitro:                                   | Gallione (Alessandria) |       |            |                                                         |

| Arbitro: | Cavarretta (Trapani) |

|                          |           |  |
| Fofana 6’ Meggiorini 88’ | Marcatori |  |

| Arbitro: | Zonno (Bari) |

|  |           |                |
|  | Marcatori | 48’ Meggiorini |

| Arbitro: | Didato (Agrigento) |

|  |           |                                 |
|  | Marcatori | 18’ (rig.) Fofana 52’ Fa. Cozza |

| Cittadella 4 marzo 2007 25ª giornata | Cittadella    | 0 – 0 | Grosseto | Stadio Piercesare Tombolato\| Arbitro: \| Valeri (Roma) \| |
| Arbitro:                             | Valeri (Roma) |       |          |                                                            |

| Arbitro: | Scoditti (Bologna) |

|                              |           |  |
| M. Moro 19’ (rig.) Poggi 84’ | Marcatori |  |

| Arbitro: | Barletta (Bernalda) |

|  |           |              |
|  | Marcatori | 39’ Ferrigno |

| Ivrea 1º aprile 2007 28ª giornata | Ivrea             | 0 – 0 | Cittadella | Stadio Gino Pistoni\| Arbitro: \| Baratta (Salerno) \| |
| Arbitro:                          | Baratta (Salerno) |       |            |                                                        |

| Arbitro: | Zonno (Bari) |

|                |           |              |
| Meggiorini 57’ | Marcatori | 48’ Veronese |

| Arbitro: | La Rocca (Ercolano) |

|                     |           |                             |
| Iacopino 53’ (rig.) | Marcatori | 39’ Giacobbo 79’ Meggiorini |

| Arbitro: | Passeri (Gubbio) |

|                   |           |           |
| Volpe 3’ Iori 42’ | Marcatori | 10’ Giani |

| Arbitro: | Bo (Genova) |

|          |           |                |
| Wolf 21’ | Marcatori | 86’ De Gasperi |

| Arbitro: | Zega (Fermo) |

|                          |           |  |
| De Gasperi 12’ Musso 66’ | Marcatori |  |

| Cremona 13 maggio 2007 34ª giornata | Cremonese        | 0 – 0 | Cittadella | Stadio Giovanni Zini\| Arbitro: \| Lioce (Molfetta) \| |
| Arbitro:                            | Lioce (Molfetta) |       |            |                                                        |

### Coppa Italia
| Arbitro: | Salati (Trento) |

|                            |           |              |
| Marazzina 46’ Bellucci 95’ | Marcatori | 21’ Giacobbo |

#### Secondo turno
| Arbitro: | Ruini (Reggio Emilia) |

|                                |           |                                    |
| Abate 8’ Cesca 19’ (rig.), 30’ | Marcatori | 4’ Meggiorini 70’ (rig.) Menichini |

| Arbitro: | Meli (Parma) |

|                |           |            |
| Meggiorini 53’ | Marcatori | 86’ Pupita |